# Saint-Baudel
Saint-Baudel ist eine französische Gemeinde mit 251 Einwohnern (Stand: 1. Januar 2022) im Département Cher in der Region Centre-Val de Loire; sie gehört zum Arrondissement Saint-Amand-Montrond und zum Kanton Châteaumeillant. Die Einwohner werden Saint-Baudelois genannt.

## Geographie
Saint-Baudel liegt etwa 30 Kilometer südsüdwestlich von Bourges. Umgeben wird Saint-Baudel von den Nachbargemeinden Mareuil-sur-Arnon im Westen und Norden, Primelles im Norden, Venesmes im Osten, Villecelin im Süden sowie Chezal-Benoît im Südwesten und Westen.

## Bevölkerungsentwicklung
| Jahr                       | 1962 | 1968 | 1975 | 1982 | 1990 | 1999 | 2008 | 2019 |
| Einwohner                  | 414  | 385  | 347  | 310  | 263  | 248  | 285  | 252  |
| Quellen: Cassini und INSEE |      |      |      |      |      |      |      |      |

## Sehenswürdigkeiten

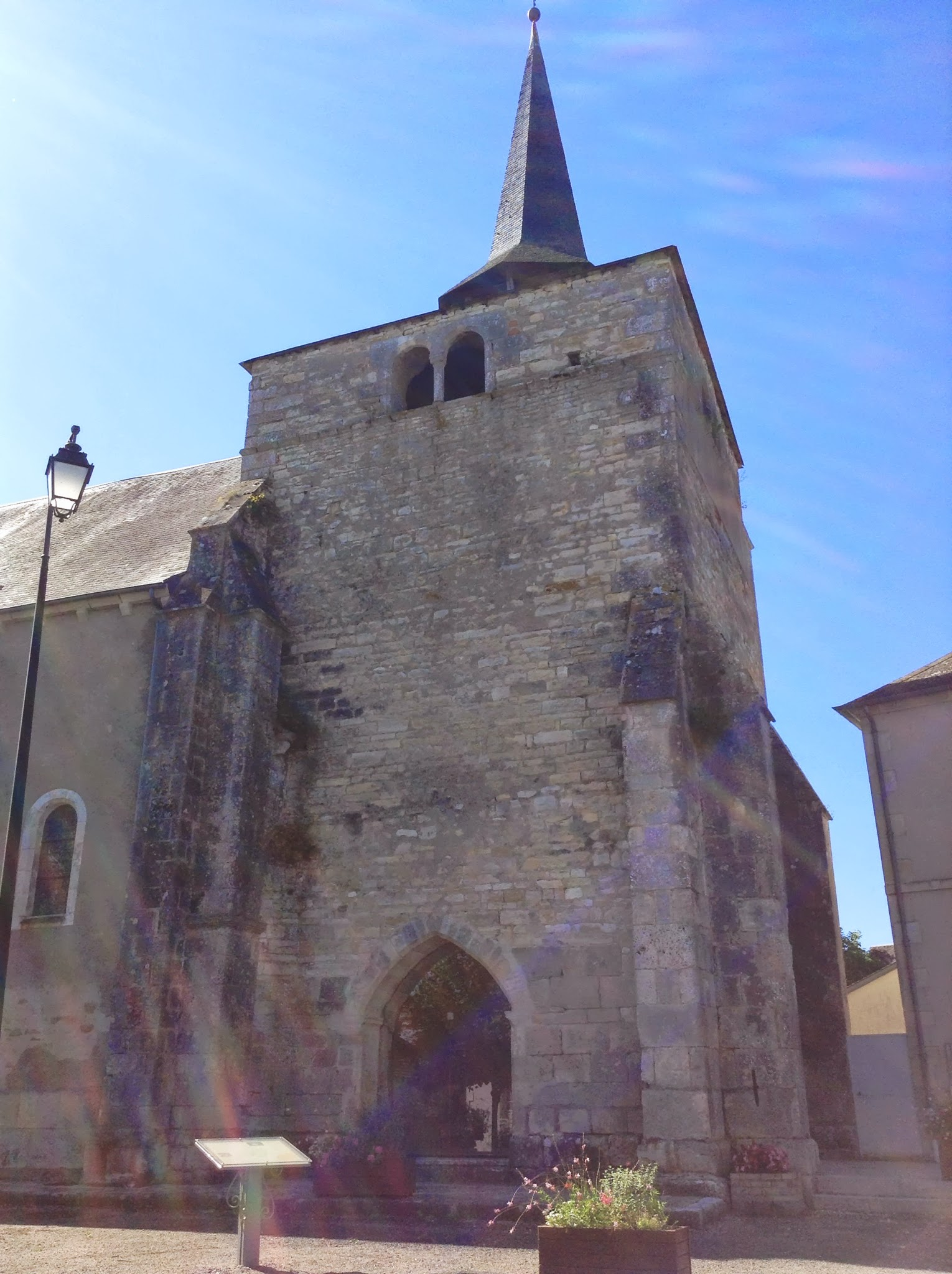
Kirche Saint-Baudel

- Kirche Saint-Baudel